# Le Choc des Titans (film, 2010)
Pour les articles homonymes, voir Le Choc des Titans.
Série
La Colère des Titans
(2012)
Pour plus de détails, voir Fiche technique et Distribution.
Le Choc des Titans (Clash of the Titans) est un film américano-australo-britannique réalisé par Louis Leterrier et sorti en 2010.
Il met en vedette Sam Worthington, Liam Neeson et Ralph Fiennes.
C'est un remake du film homonyme de 1981, lui-même très librement inspiré des mythes grecs liés au héros Persée. Mal reçu par les critiques de presse qui lui reprochent un scénario indigent et une adaptation catastrophique à la 3D relief, le film remporte néanmoins un net succès commercial. Il donne lieu à une suite, La Colère des Titans, sortie en 2012.

## Synopsis
Aux premiers temps du monde, les dieux de l'Olympe supplantèrent leurs créateurs, les Titans, grâce à l'aide du kraken créé par Hadès. Zeus, Poséidon et lui-même se partagèrent alors le monde, et Hadès, trompé par Zeus, fut relégué dans le monde souterrain.
On découvre ensuite Persée et sa mère Danaé, enfermés dans un coffre et jetés à la mer par Acrisios (qui, dans cette version de l'histoire, est le mari de Danaé). Persée est recueilli par un pêcheur, Spyros, qui l'élève comme son fils. Des années plus tard, Spyros et sa famille, dont Persée adulte, sont en train de pêcher lorsqu'ils aperçoivent des soldats d'Argos en train de détruire une statue colossale de Zeus : cet acte de provocation revient à déclarer la guerre aux dieux. Soudain, Hadès se manifeste et envoie des Harpies contre les soldats. Le navire de Spyros, heurté par Hadès, chavire. Persée, seul survivant, jure de se venger du dieu. Échoué à Argos, Persée est fait prisonnier par les soldats du roi Cépheus et de la reine Cassiopée, tous deux impies et orgueilleux. Cassiopée compare la beauté de sa fille Andromède à celle d'Aphrodite elle-même. Soudain Hadès apparaît et tue les soldats du roi à l'aide d'un nuage mortel. Persée survit au nuage : Hadès comprend qu'il a affaire à un demi-dieu et lui révèle l'identité de son vrai père. Hadès annonce que, dix jours plus tard, il lâchera le Kraken contre Argos, sauf si les habitants lui offrent en sacrifice Andromède. Puis il rend visite à Zeus sur l'Olympe et le persuade de lui laisser carte blanche pour punir l'insolence des humains.
Le roi Cépheus emprisonne Persée. Une jeune femme, Io, lui rend visite et se dit prête à lui venir en aide. Elle persuade Persée d'accepter de partir en quête d'un moyen de vaincre le Kraken, et Persée se joint à l'expédition menée par Draco. Tous se mettent en chemin vers le repaire des sorcières du Styx (nom donné aux Grées dans le film) dans l'espoir qu'elles connaîtront un moyen de terrasser le monstre, et sont rejoints en cours de route par des chasseurs de monstres. Pendant ce temps, le mari de Danaé, Acrisios, a été transformé par Zeus en un être difforme, et est condamné à une vie de reclus dans les marécages. Hadès va le trouver et lui offre son aide. Il projette de supplanter Zeus, en lui faisant croire qu'il agit à son service, alors que la libération du Kraken affaiblira Zeus tandis que la peur croissante des humains envers les dieux nourrit la puissance d'Hadès. Hadès confère à Acrisios des pouvoirs extraordinaires et le met sur la piste de Persée.
Sur le chemin du repaire des sorcières, Persée reçoit des dieux une épée merveilleuse, qu'il refuse d'utiliser. Io suit l'expédition et fait rencontrer Pégase à Persée. Mais ce dernier doit abandonner la clairière précipitamment lorsque Acrisios attaque le campement, massacrant plusieurs soldats. Acrisios est blessé et s'enfuit, mais son sang donne naissance à des scorpions monstrueux qui s'attaquent au groupe. La troupe est sur le point d'être débordée lorsque des djinns surviennent et pacifient les scorpions par magie. Les deux groupes, bien qu'habituellement ennemis, finissent par s'allier contre les maléfices d'Hadès, et l'expédition poursuit sa route.
Arrivée dans l'endroit appelé les Jardins du Styx, l'expédition interroge les trois sorcières du Styx, qui n'ont qu'un œil pour trois. Elles réclament un sacrifice humain pour répondre, mais Persée leur dérobe l'œil et les oblige à parler. Elles lui indiquent que le regard de Méduse peut pétrifier le Kraken. Persée va devoir se rendre aux Enfers pour en rapporter sa tête. Peu après, Persée rencontre brièvement Zeus sous forme humaine ; celui-ci lui donne une pièce d'or pour payer Charon, le passeur des Enfers. À l'entrée des Enfers, seule une poignée de soldats, dont Draco, Io, Eusèbe et un djinn, acceptent de suivre Persée. Le petit groupe franchit le Styx sur la barque de Charon. Io elle-même ne peut pas pénétrer dans l'antre de Méduse, interdite aux femmes. L'affrontement contre Méduse coûte la vie à tous les compagnons de Persée, qui se sacrifient pour lui permettre de la tuer sans la regarder. Lorsque Persée revient à la surface, il retrouve Io juste à temps pour voir Acrisios la tuer. Il doit utiliser l'épée divine pour vaincre enfin Acrisios. Io meurt, et Pégase arrive pour permettre à Persée d'être de retour à Argos avant l'expiration de l'ultimatum d'Hadès.
Zeus se rend compte que les manœuvres d'Hadès l'ont affaibli et que le dieu infernal est en position de force. Hadès se rend à Argos pour libérer le Kraken et tuer Persée. Le Kraken surgit peu à peu des flots et sème la panique parmi la population. Andromède attend stoïquement son sort. Persée arrive, monté sur Pégase, et doit d'abord affronter un groupe de Harpies envoyé par Hadès, qui lui arrachent la tête de Méduse. Persée la récupère et la présente au Kraken, qui est changé peu à peu en pierre. Hadès apparaît, mais Persée, aidé par les pouvoirs que lui insuffle Zeus, le renvoie de force dans le monde souterrain. Persée sauve ensuite Andromède de la noyade. Celle-ci l'invite à l'épouser et à régner sur Argos, mais Persée refuse et s'éloigne avec Pégase.
Plus tard, il rencontre son vrai père, Zeus, qui lui dit que son fils ne doit pas rester seul. Apparaît alors Io, ressuscitée, et plus belle que jamais. Un cadeau de Zeus à son fils.

## Fiche technique
- Titre original : Clash of the Titans
- Titre français : Le Choc des Titans
- Réalisation : Louis Leterrier
- Scénario : Travis Beachnam, Phil Hay et Matt Manfredi, d'après le scénario de Beverley Cross (1981)
- Musique : Ramin Djawadi
- Direction artistique : Patricio M. Farrell, James Foster et Troy Sizemore
- Décors : Martin Laing
- Costumes : Lindy Hemming et Louis Joon
- Photographie : Peter Menzies Jr.
- Son : Mike Prestwood Smith, Mark Taylor
- Montage : Martin Walsh, Vincent Tabaillon et David Freeman
- Production : Kevin de la Noy, Basil Iwanyk et Guy Wilson (Ginger Ink, Ethiopie)

Production déléguée : Thomas Tull, Richard D. Zanuck, Brenda Berrisford, William Fay et Jon Jashni
Production associée : Karl McMillan
- Sociétés de production[2] :
  - États-Unis : Thunder Road Pictures, The Zanuck Company, avec la participation de Warner Bros., en association avec Legendary Entertainment
  - Royaume-Uni : Moving Picture Company
- Société de distribution : Warner Bros.
- Budget : 125 millions de $[3]
- Pays de production :  États-Unis,  Royaume-Uni,  Australie
- Langue originale : anglais
- Format[4] : couleur (Technicolor) - 35 mm (également Technicolor 3D) / D-Cinema (également en version 3D) - 2,39:1 (Cinémascope)
  - son DTS | Dolby Digital | SDDS
- Genre : action, aventures, fantasy, fantastique
- Durée : 106 minutes
- Dates de sortie[5] :
  - Australie : 1er avril 2010
  - États-Unis, Canada, Royaume-Uni : 2 avril 2010
  - France, Belgique, Suisse romande : 7 avril 2010
- Classification[6] :
  -  États-Unis : Accord parental recommandé, film déconseillé aux moins de 13 ans (certificat #45772) (PG-13 - Parents Strongly Cautioned)[Note 1].
  -  Royaume-Uni : Les enfants de moins de 12 ans doivent être accompagnés d'un adulte (12A - Suitable for 12 years and over)[7].
  -  Australie : Recommandée pour les personnes de plus de 15 ans (M - Mature).
  -  France : Tous publics (visa d'exploitation no 125924 délivré le 7 avril 2010)[8].
  -  Québec : Tous publics (G - General Rating).
  -  Suisse romande : Interdit aux moins de 12 ans[9].

## Distribution
- Sam Worthington (VF : Adrien Antoine ; VQ : Gilbert Lachance) : Persée
- Liam Neeson (VF : Samuel Labarthe ; VQ : Denis Mercier) : Zeus
- Ralph Fiennes (VF : Patrick Laplace ; VQ : Jean-Luc Montminy) : Hadès
- Gemma Arterton (VF : Chloé Berthier ; VQ : Catherine Proulx-Lemay) : Io
- Tine Stapelfeldt : Danaé, mère de Persée
- Mads Mikkelsen (VF : Dominique Collignon-Maurin ; VQ : Benoit Rousseau) : Draco, chef des gardes royaux
- Jason Flemyng (VF : Xavier Fagnon ; VQ : Daniel Picard) : Acrisios/Calibos
- Alexa Davalos (VF : Élisabeth Ventura ; VQ : Nadia Paradis) : Andromède
- Danny Huston (VF : Pierre Margot ; VQ : Jacques Lavallée) : Poséidon
- Izabella Miko (VF : Estelle Simon) : Athéna
- Polly Walker (VF : Isabelle Ganz ; VQ : Valérie Gagné) : Cassiopée
- Nathalie Cox : Artémis
- Luke Evans (VF : Cédric Dumond) : Apollon
- Tamer Hassan : Arès
- Nina Young : Héra
- Natalia Vodianova : Méduse
- Hans Matheson (VF : Rémi Bichet ; VQ : Alexandre Fortin) : Ixas
- Kaya Scodelario : Peshet
- Luke Treadaway (VF : Damien Ferrette ; VQ : Hugolin Chevrette) : Prokopion
- Pete Postlethwaite (VF : Richard Leblond ; VQ : Hubert Gagnon) : Spyros
- Nicholas Hoult (VF : Stanislas Forlani ; VQ : Frédérik Zacharek) : Eusèbe
- Elizabeth McGovern (VF : Marjorie Frantz ; VQ : Mélanie Laberge) : Marmara
- Vincent Regan (VF : Gérard Rinaldi ; VQ : Frédéric Desager) : Céphée
- Liam Cunningham (VF : Marc Alfos ; VQ : Éric Gaudry) : Solon
- Mouloud Achour[10] : Kucuk
- Ashraf Barhom (VF : Lionel Tua ; VQ : Patrick Chouinard) : Ozal
- Alexander Siddig : Hermès
- Rory McCann : Belo
- Jane March : Hestia

- Version française réalisée par :[réf. nécessaire]
  - Société de doublage : Dubbing Brothers
  - Direction artistique : Barbara Tissier
  - Adaptation des dialogues : Marie-Christine Chevalier
  - Enregistrement : Emmanuel Mertens
  - Mixage : Frédéric Dray
  - Montage : Jérôme Pham-Van

## Production

### Tournage

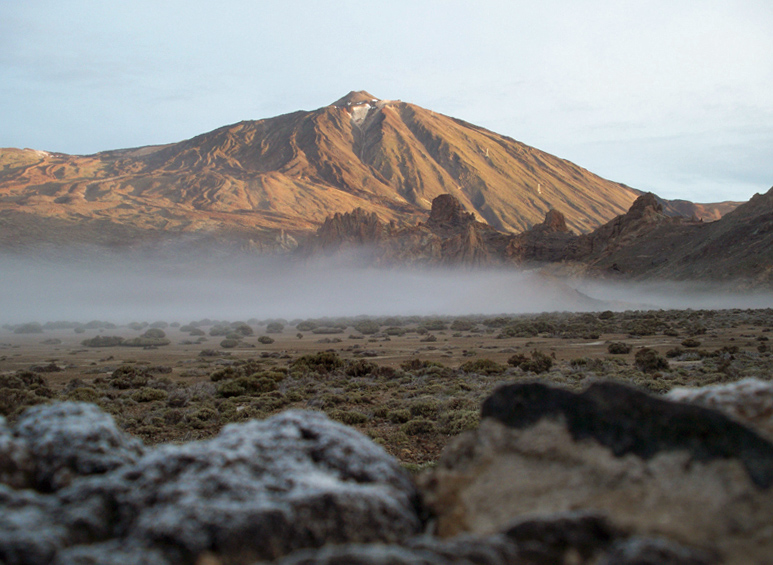
Teide (Tenerife).

Le tournage débute le 27 avril 2009 aux Studios de Shepperton et aux Longcross Studios en Angleterre, puis dans les régions du Gwynedd et de l'Anglesey au Pays de Galles ainsi que dans le Parc national du Teide sur l'île de Tenerife dans l'archipel des Canaries.

## Accueil

### Accueil critique

#### États-Unis
Le site Rotten Tomatoes recense 27 % de critiques positives sur un total de 263, avec une note moyenne de 4,4/10. Dans la remarque de synthèse de ces critiques, le site estime que le film est un remake visiblement respectueux, mais qu'il n'offre pas beaucoup d'effets visuels capables de compenser les lacunes du scénario Sur Metacritic, le site obtient une moyenne de 39 sur 100 sur la base de 37 revues critiques.
Dans sa critique pour le Chicago Sun-Times, Roger Ebert donne au film 3 étoiles sur 4 : « Je ne dis pas que c'est du bon cinéma, même si j'en reconnais le savoir-faire. Je ne dis pas que le jeu d'acteurs est bon vu que les acteurs ont tellement de poils sur le visage qu'ils ressemblent tous à Liam Neeson. J'aime son énergie, son imagination, sa niaiserie ». James Berardinelli en donne une critique mitigée et conclut que le film est « une régurgitation imparfaite et moyennement divertissante de la mythologie grecque, mais aussi un exemple de la manière dont l'utilisation pauvre de la 3D peut handicaper un éventuel spectacle ». Peter Travers (en) du magazine Rolling Stone donne au film une étoile sur quatre, et juge que c'est « une honte, avec de bons acteurs présents pour le salaire et utilisant des barbes et un lourd maquillage pour cacher leur honte ».
Dans la critique du Chicago Tribune, le film ne reçoit qu'une étoile.
Nombre de critiques portent sur l'utilisation de la 3D, réalisée en 10 semaines à la demande de la Warner pour un résultat jugé catastrophique. Le réalisateur Michael Bay parle ainsi d'escroquerie.

#### France
Le site Allociné attribue au film la note de 2,9 sur 5 en se fondant sur quatorze critiques parues dans la presse française.
Parmi les critiques positives, celle de Julien Welter dans l'hebdomadaire L'Express juge le film « kitsch et divertissant ». Le quotidien gratuit 20 minutes estime que les aventures de Persée « ont gagné en rythme ce qu'elles ont perdu en poésie ».
Dans le quotidien Le Monde, Thomas Sotinel souligne le syncrétisme opéré par le scénario et l'esthétique visuelle du film, et le juge animé d'une « foi intense et un peu brouillonne dans les pouvoirs du spectacle, des effets spéciaux à l'ancienne [...] et de l'excitation des combats à l'arme blanche ».
Parmi les critiques les plus négatives, Bayon, dans le quotidien Libération, voit dans le film un « navet » où Sam Worthington en Persée a un « faciès de marine radicalement abruti ».

### Box-office
| Pays ou région | Box-office        | Date d'arrêt du box-office | Nombre de semaines |
| -------------- | ----------------- | -------------------------- | ------------------ |
| Mondial        | 493 214 993 $     |                            | 8                  |
| États-Unis     | 163 723 245 $     |                            | 8                  |
| France         | 1 876 286 entrées |                            | 8                  |

À la mi-septembre 2010, le film avait rapporté un peu plus de 163 millions de dollars aux États-Unis, et près de 492 millions de dollars au total dans le monde ; le film ayant coûté environ 125 millions de dollars, il s'agit donc d'un net succès commercial, malgré les critiques globalement mauvaises. C'est le plus gros succès du réalisateur Louis Leterrier et le dixième plus gros succès de l'année.

## Distinctions
Entre 2010 et 2011, Le Choc des Titans a été sélectionné 18 fois dans diverses catégories et a remporté 4 récompenses,.

### Récompenses
- Alliance des femmes journalistes de cinéma 2011 :
  - Récompenses spéciales EDA du Remake qui n'aurait pas dû être fait.
- Prix Yoga (Yoga Awards) 2011 :
  - Prix Yoga du Pire acteur étranger décerné à Liam Neeson,
  - Prix Yoga du Pire acteur étranger décerné à Ralph Fiennes.
- Société Américaine des Compositeurs, Auteurs et Éditeurs de Musique 2011 :
  - Prix ASCAP des Meilleurs films au box-office décerné à Ramin Djawadi.

### Nominations
- Irina Palme d'Or (Irina Palm d'Or) 2010[29] :
  - Pire actrice britannique pour Gemma Arterton,
  - Pire acteur dans un second rôle pour Liam Neeson.
- Prix du jeune public 2010 :
  - Meilleur film fantastique,
  - Meilleure révélation féminine de l'année pour Gemma Arterton,
  - Meilleure actrice dans un film fantastique pour Gemma Arterton,
  - Meilleur acteur dans un film fantastique pour Sam Worthington.
- Prix IGN du cinéma d'été (IGN Summer Movie Awards) 2010 : Meilleur film fantastique.
- Prix Schmoes d'or (Golden Schmoes Awards) 2010 : La plus grande déception de l'année.
- Prix Scream 2010 :
  - Meilleur caméo pour Bubo le hibou mécanique,
  - Meilleure scène de combat de l'année pour Persée et les héros contre Méduse.
- Académie des films de science-fiction, fantastique et d'horreur - Prix Saturn 2011 : Meilleur film fantastique[27],[28].
- Prix Annie 2011 :
  - Meilleure animation de personnage pour un film en prises de vue réelles pour Quentin Miles, Warner Bros. et Legendary Entertainment.
- Prix Razzie 2011[27],[28] :
  - Pire utilisation de la 3D "qui arrache les yeux",
  - Pire suite, prequel, remake ou dérivé pour Warner Bros., Legendary Entertainment et The Zanuck Company.

## Analyse

### Différences avec le mythe antique de Persée
Comme la plupart des péplums à sujet mythologique, Le Choc des Titans s'inspire très librement du mythe sur lequel il se fonde, en l'occurrence l'histoire de Persée. De plus, en tant que remake, il reprend une bonne partie des modifications et des inventions déjà faites par le premier Choc des Titans de 1981 dont il s'inspire autant que du mythe proprement dit.
Dans le remake de 2010, le dieu Hadès joue le rôle de « grand méchant » : il dit avoir été trompé par Zeus lors du partage du monde entre Zeus, Poséidon et lui longtemps auparavant. Il cherche à supplanter Zeus afin de régner sur le monde en gouvernant les humains par la peur, et devient le principal adversaire de Persée. Dans la mythologie, Hadès n'est jamais montré en rivalité avec Zeus, car il intervient très rarement dans les récits. Dans le mythe antique de Persée, Hadès vient même en aide à Persée en lui faisant présent d'un casque d'invisibilité au moment où le héros s'apprête à affronter les trois Gorgones (Persée reçoit également une épée d'Hermès et un bouclier poli offert par Athéna). Cependant, les rivalités entre tel dieu et tel héros sont fréquentes, de même que les disputes ou rivalités temporaires entre divinités olympiennes. L'apparence donnée à Hadès dans le film, où il est environné de flammes et de brume, diffère aussi de ses représentations antiques, qui le représentent sous l'aspect plus paisible d'un homme barbu d'âge mûr tenant la corne d'abondance.

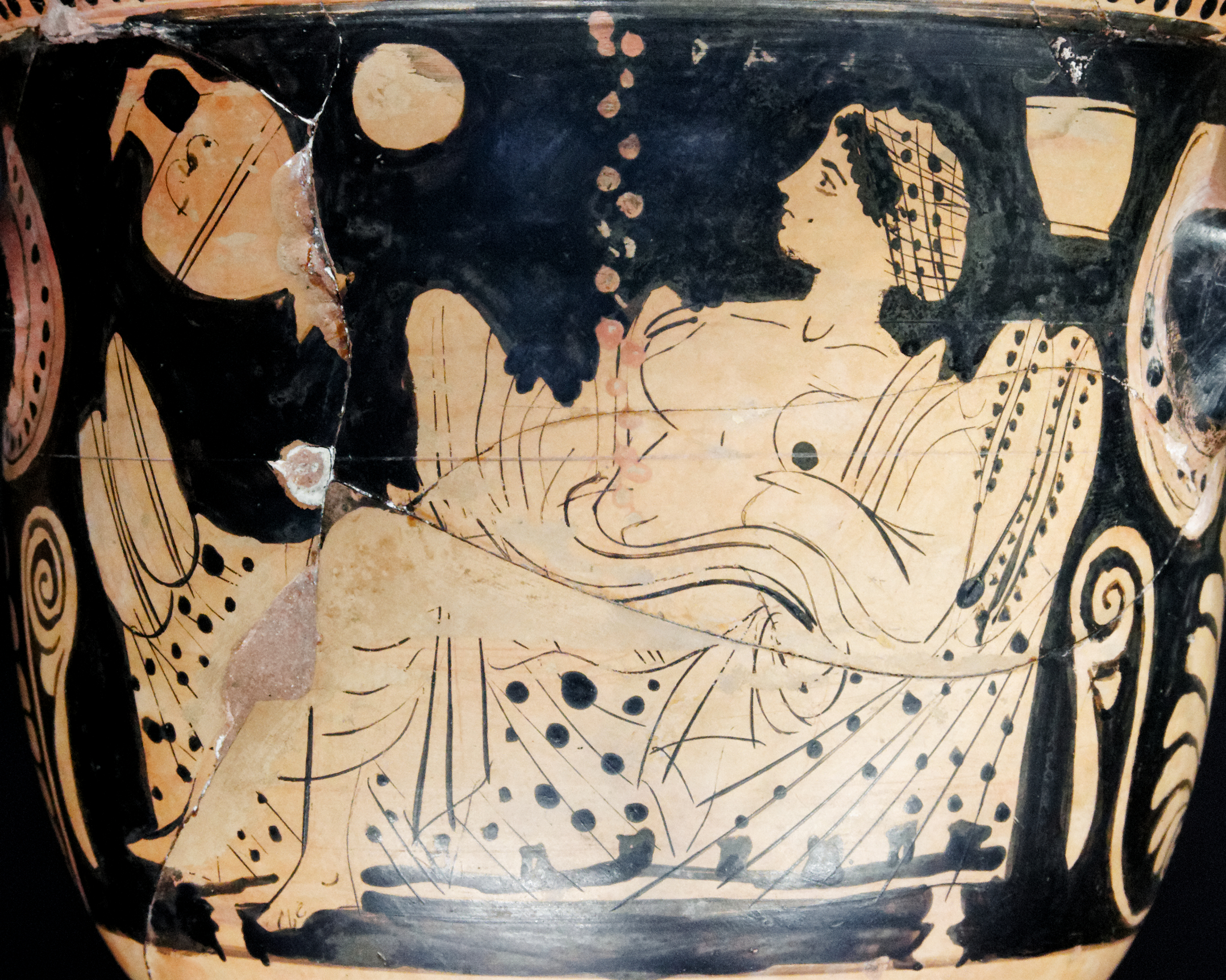
Danaé et la pluie d'or, cratère béotien, vers 425-420 av. J.-C., musée du Louvre

La famille de Persée et ses origines sont quelque peu remodelées par le film. Dans les récits antiques, Zeus s'unit à Danaé en prenant la forme d'une pluie d'or et non en prenant l'apparence de son mari, comme le montre le film. Le film s'inspire plutôt en l'occurrence de l'histoire de la conception d'Héraclès, pour laquelle Zeus prend l'apparence d'Amphitryon afin de s'unir à son épouse Alcmène. Dans le mythe, Acrisios est le père de Danaé, et non son mari. Un oracle lui prédit un jour qu'il sera tué par son petit-fils, et il enferme alors sa fille dans une tour afin qu'elle ne se marie jamais et n'ait jamais d'enfants, mais la ruse de Zeus contourne cet obstacle. C'est également pour faire mentir la prédiction qu'Acrisios tente de tuer Danaé et Persée en les jetant à la mer dans un coffre (dans le film, il agit ainsi par vengeance contre Zeus).
Le film de Leterrier déplace la scène du mythe afin de renforcer la cohérence spatiale de l'histoire. En effet, dans les textes antiques, Céphée et Cassiopée, les parents d'Andromède, sont roi et reine d'Éthiopie. Le Choc des Titans de 1981 en faisait les dirigeants de la cité orientale de Joppa (Jaffa). Le remake de 2010 en fait les dirigeants d'Argos, ce qui concentre toute la partie grecque de l'histoire dans la cité natale de Persée (puisque sa mère, Danaé, était la fille – dans le film de 2010, la femme – du roi d'Argos Acrisios). La divinité qui envoie le kraken sur la ville change également : dans le film, c'est Hadès, tandis que dans les textes antiques, la reine Cassiopée ose comparer la beauté de sa fille Andromède à celle des Néréides, ce qui provoque le courroux de Poséidon, et c'est lui qui envoie le monstre marin contre la cité en réclamant le sacrifice d'Andromède.
De même, plusieurs personnages secondaires du mythe sont profondément modifiés. Le principal est Acrisios, qui, dans les récits antiques, n'est pas défiguré ni changé en monstre. Cet élément de l'histoire est une invention du Choc des Titans de 1981, où un jeune homme prétendant à la main d'Andromède, Calibos, fils de Thétis, est changé par Zeus en un être bossu et monstrueux en punition de ses crimes. Le nom de Calibos et son apparence difforme s'inspirent de Caliban, personnage de La Tempête de Shakespeare. Le remake de 2010 a conservé cette innovation, et introduit un autre personnage, Io, qui assiste Persée. Io est présentée comme une héroïne maudite dotée de la jeunesse éternelle. Cela ne correspond pas au personnage d'Io de la mythologie grecque, jeune fille séduite par Zeus et changée en génisse par Héra jalouse, et qui n'intervient pas dans l'histoire de Persée.
Les différents épisodes de la quête de Persée font l'objet de plusieurs modifications. Dans les textes antiques, Persée doit aller trouver les trois Grées, de vieilles femmes qui n'ont qu'un œil et une dent à elles trois, afin de leur soutirer des renseignements à propos des Gorgones. Dans les deux Chocs des Titans, ces personnages sont appelés les « sorcières du Styx ». Les textes antiques affirment simplement qu'elles vivent dans une contrée lointaine, mais elles ne sont pas mises en rapport avec les Enfers.
L'épisode du combat contre les Gorgones est également modifié : alors qu'elles sont trois dans les textes antiques, seule Méduse est montrée, et elle prend ici la forme d'un être hybride mi-femme, mi-serpent, qui vit aux Enfers : tous ces éléments sont des inventions du Choc des Titans de 1981 que le remake reprend. Charon, le passeur des Enfers, est représenté comme un être ligneux qui ne fait qu'un avec sa barque ; dans le monde antique, Charon est généralement représenté comme un vieil homme. L'obole offerte au mort est placée sur ses yeux dans le film, tandis qu'elle se plaçait dans la bouche dans la réalité historique.

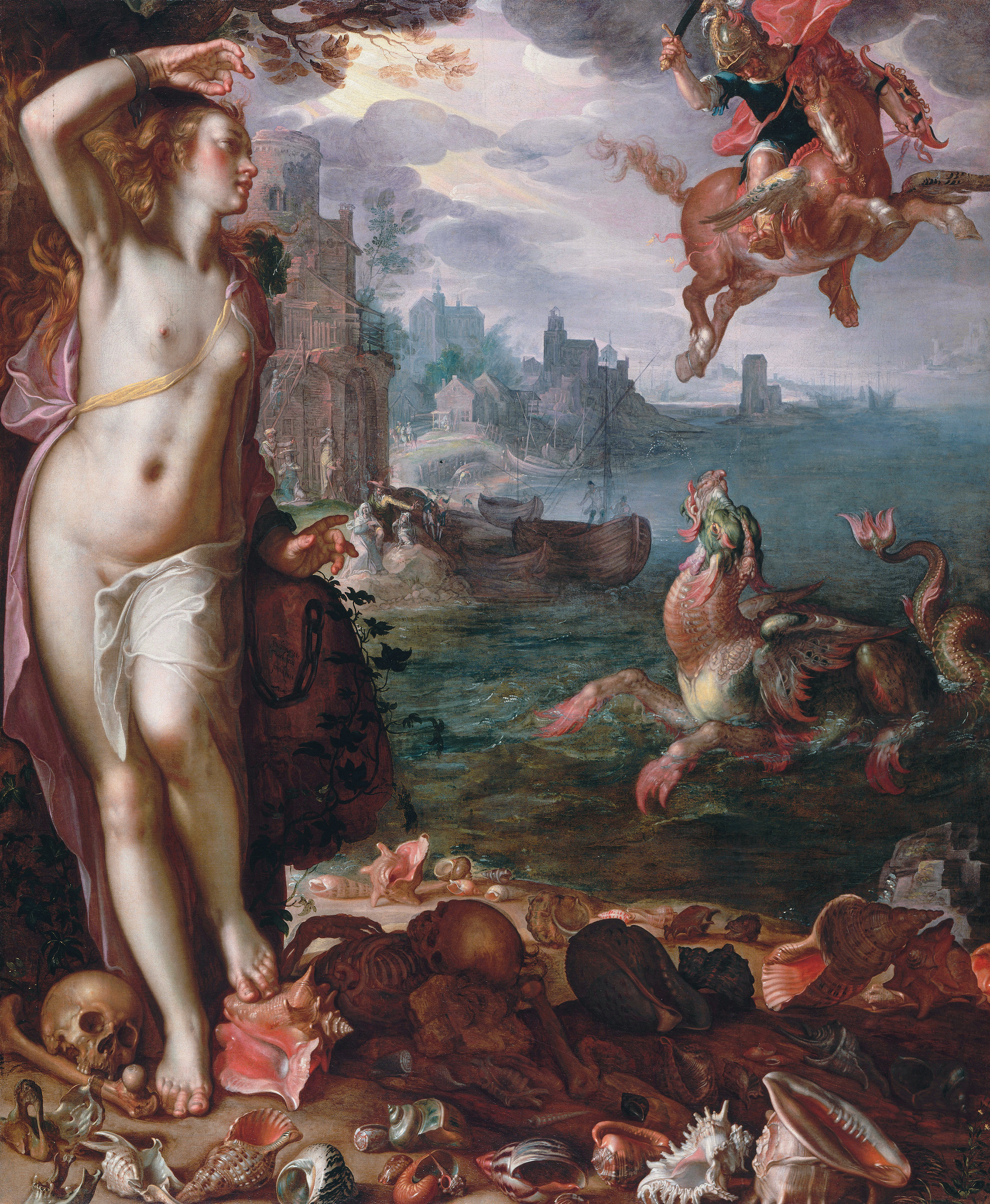
Persée secourant Andromède, par Joachim Wtewael, 1611, musée du Louvre.

Dans la mythologie grecque, Persée a besoin de plusieurs objets magiques pour vaincre la Gorgone Méduse : le casque d'Hadès (la kunée), des sandales ailées et une besace (kibisis) ; il doit également polir son bouclier jusqu'à en faire un véritable miroir. Dans le film de 2010, Persée ne reçoit pas ces objets et n'a qu'au dernier moment l'idée d'utiliser son bouclier pour voir derrière lui. Enfin, dans les récits antiques, Persée n'a pas de monture, mais seulement ses sandales ailées, puisque Pégase naît du sang de Méduse lorsque celle-ci est décapitée par Persée et n'est donc pas présent auparavant. Dans le film, Persée le rencontre avant ce combat.
Enfin, le sauvetage d'Andromède, le clou de l'histoire, reste globalement identique, mais la nature du monstre change. Dans les textes antiques, le monstre qui doit venir dévorer Andromède est un kètos, mot utilisé pour qualifier tous les gros animaux marins, réels ou monstrueux (voyez Céto). Les deux Chocs des Titans le représentent sous la forme d'un kraken relevant plutôt de la mythologie nordique.
Plusieurs créatures monstrueuses viennent grossir le nombre des adversaires de Persée pour les besoins du film. Hadès utilise à plusieurs reprises des créatures proches des Harpies. Dans la mythologie, ces créatures n'interviennent pas dans l'histoire de Persée et sont surtout connues pour leur intervention dans la quête des Argonautes. De plus des scorpions géants et des djinns apparaissent dans le film. Ils ne figurent pas dans l'histoire de Persée, ni dans la mythologie grecque : les scorpions sont des inventions du film de 1981, peut-être inspirés par la mythologie mésopotamienne et le merveilleux proche-oriental.
Dans ce film comme dans le premier Choc des Titans de 1981, les monstres (Méduse, le kraken) sont qualifiés de « Titans », tandis que dans la mythologie grecque les Titans sont les divinités primordiales, enfants d'Ouranos et de Gaïa, qui règnent sur le monde avant les dieux de l'Olympe, mais n'ont pas nécessairement une apparence monstrueuse (voyez à Titans et Titanomachie).
Enfin, dans la mythologie grecque, Persée épouse Andromède et devient roi tandis que dans le film, il est avec Io et redevient pêcheur.
Malgré ces écarts, certaines scènes du film gardent un esprit assez proche des épopées grecques : ainsi la scène pendant laquelle Hadès rend Acrisios plus puissant fait penser aux scènes des épopées d'Homère où telle ou telle divinité insuffle davantage de force, de courage ou de beauté à un de ses protégés. En revanche, une autre scène du film montre un personnage ressuscité par un dieu, ce qui est rarissime dans la mythologie grecque.

### Comparaison avec le film de 1981: ressemblances, différences, allusions
- Le Choc des Titans de 1981 se concentre sur les combats de Persée contre divers monstres, et c'est Thétis qui exige le sacrifice d'Andromède. Dans le remake de 2010, c'est le dieu Hadès qui est le principal adversaire de Persée et qui est à l'origine de la plupart des péripéties et des monstres de l'histoire.
- La chouette mécanique que l'on aperçoit brièvement dans le film n'est autre que Bubo, la chouette mécanique du Choc des Titans de 1981, offerte à Persée par Athéna (dont la chouette est le symbole) et qui constituait un personnage à part entière.
- Io joue dans le film de 2010 un rôle sans doute équivalent à celui rempli dans le film de 1981 par Athéna, qui venait en aide à Persée de manière plus indirecte.
- Persée et Io forment un couple, alors que Persée est lié à Andromède dans la version de 1981, conformément à la mythologie.
- Les deux aventuriers spécialisés dans la chasse aux monstres qui viennent en aide à Persée et à ses compagnons sont un ajout du remake de 2010.
- Le remake de 2010 conserve l'épisode du combat contre des scorpions géants qui apparaissait dans le Choc des Titans de 1981, tout en le déplaçant dans l'enchaînement des événements et en leur accordant une place plus importante dans l'histoire.
- Les Djinns sont un ajout du remake de 2010. Ils s'inspirent lointainement des génies de la mythologie mésopotamienne et des Djinns de la mythologie arabe pré-islamique.
- Le Choc des Titans de 1981 imagine le monstre marin qui vient dévorer Andromède comme un être hybride, une sorte d'ondin géant doté d'un torse d'homme, de quatre bras et d'une queue de poisson, et qui est appelé kraken, alors qu'un kraken est une créature des légendes scandinaves du Moyen Âge, qui est représentée à partir de la fin du XVIIIe siècle sous la forme d'un calmar géant. Le remake de 2010 conserve le caractère hybride du monstre, qui a toujours un torse et une tête humanoïdes, mais lui ajoute des tentacules, ce qui le fait davantage ressembler à un « vrai » kraken.
- Le remake fusionne les personnages d'Acrisios et de Calibos (fils de Thétis) faisant ainsi disparaître la partie du scénario qui tournait autour de la vengeance de Thétis sur Andromède.

### Précisions historiques
- Il est question de la « légion » d'Argos, concept anachronique, puisque la légion est un type de corps d'armée inconnu des Grecs anciens, qui utilisaient la phalange. La légion a été inventée par les Romains.
- Le nom de Draco, chef des soldats d'Argos, est le nom latin du dragon (voir draco). Il fait aussi penser au nom du législateur athénien archaïque Dracon.
- Le nom d'Eusabios, porté par l'un des soldats, est un nom grec porté par plusieurs auteurs anciens (voir Eusèbe).

## Autour du film
- Le Choc des Titans de Leterrier choisit de représenter les divinités olympiennes vêtues d'armures étincelantes, en hommage à la représentation des dieux dans le célèbre manga Saint Seiya (Les Chevaliers du Zodiaque). C'est Mouloud Achour, grand fan de Saint Seiya et interprète de Kucuk dans le film, qui selon ses propres dires suggéra cette idée au réalisateur[46]. L'auteur du manga, Masami Kurumada, a été mis à contribution pour la promotion du film[47].
- Le film a été tourné en 2D, mais la Warner Bros. a décidé de le faire convertir en 3D, décision concernant plusieurs autres blockbusters et probablement influencée par le succès d’Avatar. La sortie américaine du film a été repoussée d'une semaine (du 26 mars au 2 avril 2010) à cette fin[48].
- Selon Mouloud Achour, les faiblesses du scénario proviennent d'une réécriture partielle du film en post-production visant à mettre Sam Worthington en avant : ce dernier n'était pas si célèbre avant Avatar. Ce choix fut aussi imposé par la Warner Bros[46].

## Sorties DVD et Blu-ray
Les DVD et Blu-ray du Choc des Titans sont commercialisés fin juillet au Royaume-Uni, aux États-Unis et au Canada, le 18 août en France, et le 6 octobre au Japon.
Parmi les bonus de la version Blu-ray figure une fin alternative d'une durée de 5 minutes. On y voit Persée se rendre sur l'Olympe pour une dernière confrontation avec Zeus. On y voit également une apparence alternative de Pégase, non retenue pour la version cinéma, et dans laquelle la monture de Persée est dotée d'ailes de chauve-souris.

## Suite
Une suite a été annoncée par la Warner peu après la sortie du film.
Elle est titrée La Colère des Titans (Wrath of the Titans).
Le film est sorti aux États-Unis le 30 mars 2012.